# Uszakowo

Chorągiew miasta Brandenburg pod Grunwaldem

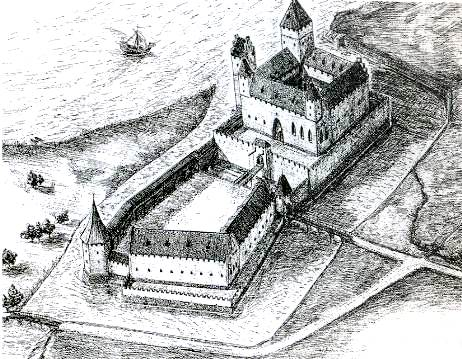
Zamek Brandenburg

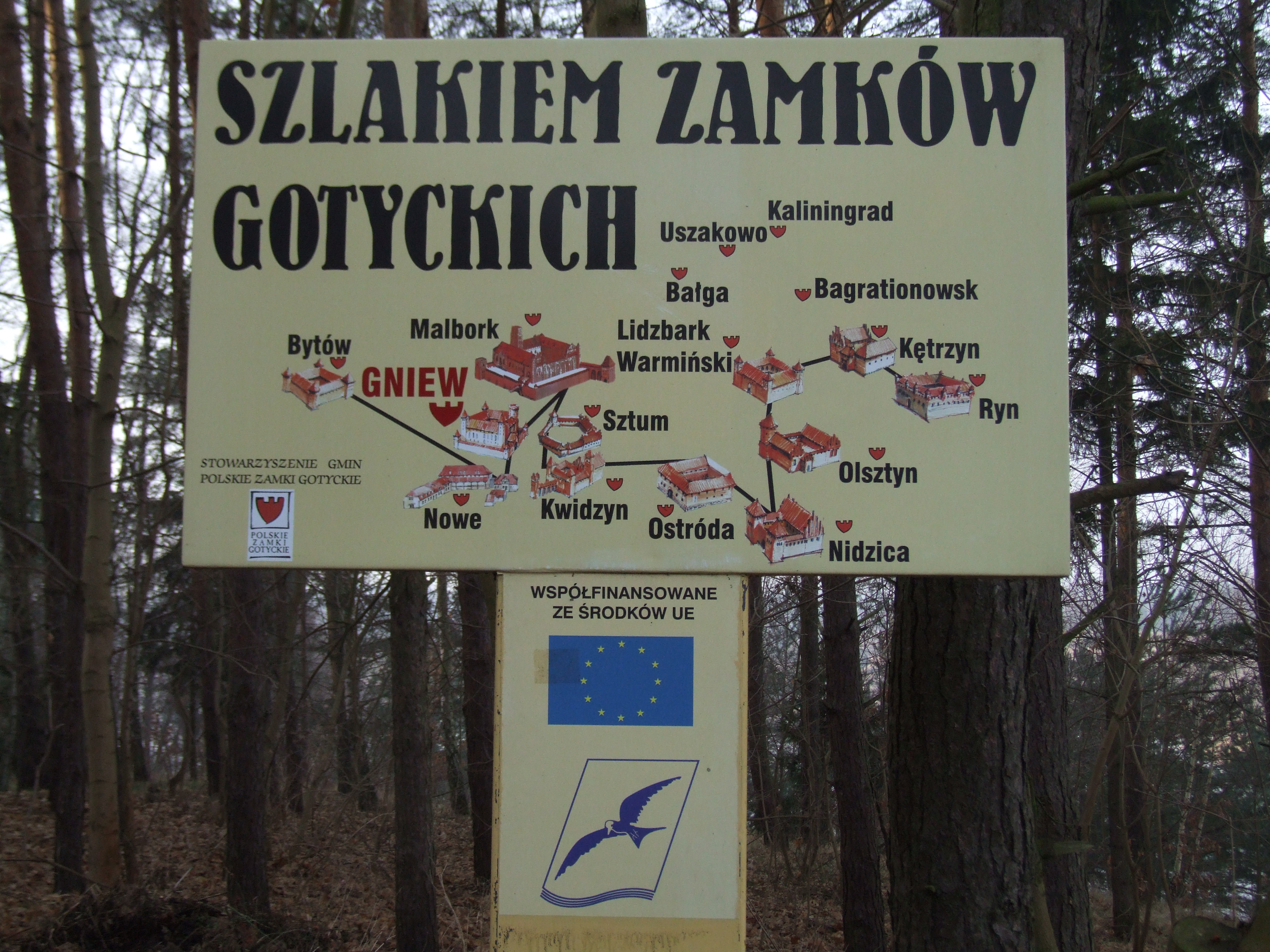
Zamki Gotyckie w Polsce

Uszakowo (ros. Ушаково, niem. Brandenburg, pol. hist. Pokarmin, lit. Pokarviai) – osiedle w obwodzie królewieckim, w Rosji. Leży w krainie historycznej Prusy Dolne.
Uszakowo położone jest przy ujściu rzeki Świeżej do Zalewu Wiślanego, przy drodze z Mamonowa do Królewca.

## Nazwy
Nazwa niemiecka miejscowości Brandenburg (1266) pochodzi od założyciela miejscowości margrabiego brandenburskiego Ottona III.
Pochodzenie nazwy polskiej Pokarmin objaśnia Słownik geograficzny Królestwa Polskiego – w pobliżu zamku była wieś Pokarben (Pokarmin). Miejscowość zwana była też niekiedy Nowe Zgorzelice, Nowozgorzelce.
Rosyjską nazwę Uszakowo nadano w 1946 roku.

## Historia
Pokarmin leży w Prusach Dolnych. Po 1283 roku stał się siedzibą komtura. Wybudowany później czworoboczny dom konwentu o wymiarach 65,4 x 52 m należał do największych zamków tego typu.
W latach 1467–1499 była tu siedziba wielkiego szpitalnika.
Przed 1525 kościół parafialny w Pokarminie należał do archiprezbiteratu w Krzyżborku.
Zamek został rozebrany po 1776. Materiały budowlane z rozbiórki w znacznej części wykorzystane były na modernizację zamku w Malborku. W 1887 Conrad Steinbrecht odsłonił pozostałości głównej bryły zamku. Do czasów współczesnych zachowały się ruiny dwóch budynków przedzamcza (jeden był zamieszkany w drugiej połowie XX w.) oraz we wsi ruina kościoła (prezbiterium z pierwszej połowy XIV w., nawa z drugiej połowy XIV w.)
W drugiej połowie XIX w. było tu 1492 mieszkańców. W 1910 Pokarmin miał 1385 mieszkańców,  w tym 245 osób mieszkało w majątku ziemskim. W roku 1939 było tu 1595 mieszkańców.

### Komturia pokarmińska

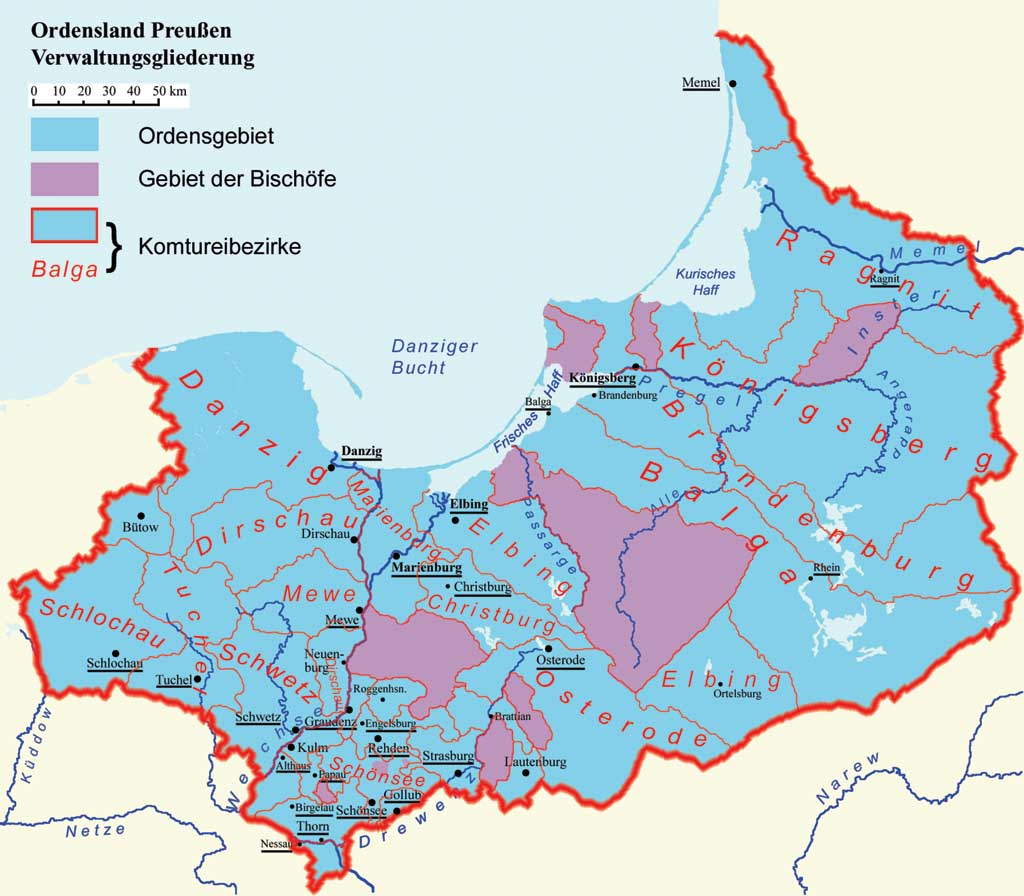
Podział administracyjny państwa krzyżackiego na komturie

Komturia pokarmińska od zachodu i południa graniczyła z komturią bałgijską, od wschodu poprzez puszcze z Litwą, a od północy z komturią królewiecką. W skład komturii pokarmińskiej wchodziły okręgi: Pokarmin i okręg leśny, Krzyżbork, Domnowo, Barciany i Lec.
Podobnie jak inne komturie dolnopruskie podlegała wielkiemu marszałkowi w Królewcu.